# 마인들레스 비헤이비어
마인들레스 비헤이비어(Mindless Behavior)는 미국의 보이 밴드이다. 제작자 키샤 갬블(Keisha Gamble)과 월터 밀샙(Walter Millsap), 빈센트 허버트(Vincent Herbert)에 의해 로스앤젤레스에서 2008년 결성되어 2년 간 노래 및 안무 트레이닝을 받고, 2010년 11월 미국 NBC의 토크쇼인 투데이(Today)에서 싱글곡 "마이 걸(My Girl)"을 선보인 뒤 2011년 9월 20일에 데뷔 앨범 "넘버 원 걸(#1 Girl)"을 발매해 빌보드 200 앨범 순위에서 7위를 기록했다.
이들은 백스트리트 보이즈와 저스틴 비버, 제이슨 데룰로 등과 투어를 하는 한편, 자넷 잭슨의 2011년 투어 오프닝에서 독무를 섰다. 또한 미국의 방송사인 블랙 엔터테인먼트 텔레비전이 주최한 "클로저 투 마이 드림스 투어(Closer to My Dreams Tour)"에서 디기 시몬스, 릴 트위스트, 타이가 등의 힙합 아티스트들과 한 무대에 오르기도 했다.
전 구성원의 연령은 10대 초반이다.

## 음반 목록

### 정규 앨범
| 앨범명              | 상세 정보                                           | 순위 기록     | 순위 기록         |
| 앨범명              | 상세 정보                                           | 미국 (빌보드) | 미국 R&B (빌보드) |
| ------------------- | --------------------------------------------------- | ------------- | ----------------- |
| 넘버 원 걸(#1 Girl) | - 발매: 2011년 9월 20일 - 레이블: 인터스코프 레코드 | 7             | 2                 |

### 싱글
| "마이 걸(My Girl)" 조지헤                             | 2010 | —  | 450 |
| "미세스 라이트(Mrs. Right)" (피쳐링: 디기 시몬스)     | 2011 | 72 | 8   |
| "걸스 토킨 바웃(Girls' Talkin Bout)"                  | 2011 |    |     |
| "크리스마스 위드 마이 걸(Christmas with My Girl)"     | 2011 |    |     |
| "—"는 순위에 오르지 못했거나 발매되지 않았음을 나타냄 |      |    |     |